# Mutua Madrid Open 2018
Die Mutua Madrid Open 2018 bezeichneten sowohl ein Tennisturnier der WTA Tour 2018 für Damen als auch ein Tennisturnier der ATP World Tour 2018 für Herren. Beide Turniere fanden zeitgleich vom 5. bis 13. Mai 2018 in der Caja Mágica in Madrid statt.

## Ergebnisse

### Herren
→ Qualifikation: Mutua Madrid Open 2018/Herren/Qualifikation

### Damen
→ Qualifikation: Mutua Madrid Open 2018/Damen/Qualifikation